# Односи Србије и Босне и Херцеговине
Односи Србије и Босне и Херцеговине су инострани односи Републике Србије и Босне и Херцеговине.

## Билатерални односи
Званични дипломатски односи су успостављени 15. 12. 2000. године.

### Политички односи
- Србија је августа 2024. упутила протестну ноту БиХ због спречавања потпредседника владе Вулина да посети Пребиловце.[2]
- 13. октобра 2016. Српски члан Председништва БиХ Младен Иванић боравио је у посети Београду.
- 19. августа 2016. Председник Владе Александар Вучић и први потпредседник Владе и министар спољних послова Републике Србије Ивица Дачић присуствовали су обележавању 75. годишњице почетка геноцида над Србима, Јеврејима и Ромима у концентрационим логору смрти Јасеновац, у Доњој Градини, Република Српска, БиХ.
- 25. јула 2016. Председница Народне скупштине Републике Србије Маја Гојковић боравила је у посети Сарајеву.
- 16. јуна 2016. Први ППВ и МСП И. Дачић предводио је делегацију Србије на Министарском састанку Централноевропске иницијативе у Бањалуци, Република Српска, БиХ.
- 29. маја 2016. Председник Републике Србије Томислав Николић учествовао је на Самиту „Брдо-Бриони″ процеса, у Сарајеву.
- 4. новембра 2015. Заједничка седница Владе Р. Србије и Савета министара БиХ одржана је у Сарајеву.
- 19. октобар 2015. Посета српског члана Председништва БиХ М. Иванића, Београд.
- 17. август 2015. Посета српског члана Председништва БиХ М. Иванића, Београд.
- 22. јула 2015. Сви чланови Председништва БиХ (Д. Човић, Б. Изетбеговић и М. Иванић) боравили су у посети Београду.
- 11. јула 2015. Присуство ПВ А. Вучића комеморацији поводом 20. годишњице страдања Бошњака у заштићеној УН зони Сребреница.
- 13. маја 2015. Председник Владе Србије посетио је Сарајево.
- 24. децембра 2014. Председавајући председништва БиХ Младен Иванић посетио је Београд.
- 15. и 16. децембра 2014. Председавајући савета министара Вјекослав Беванда предводио је делегацију БиХ на Самиту Кина - ЦИЕЗ у Београду.
- 19. и 20.08.2014. Министар иностраних послова БиХ Златко Лагумџија посетио је Београд.
- 13. маја 2014. Председник владе Србије Александар Вучић посетио је Сарајево.
- 03. и 04. фебруара 2013. Председавајући савета министара БиХ Вјекослав Беванда посетио је Србију.
- 12.04.2013. Министар иностраних послова БиХ Златко Лагумџија посетио је Београд.
- 23.04.2013. Чланови председништва БиХ Небојша Радмановића и Бакира Изетбеговића посетили су Београд.
- 13. 09. 2013. Председник владе Србије Ивица Дачић посетио је Сарајево (током састанка трилатерале МУП-ова РС-БиХ-Црне Горе).
- 8. маја 2013. Министар спољних послова Иван Мркић је учествовао на трилатерали МИП-ова РС-БиХ-Турска у Сарајеву.
- 13-14. марта 2012. Министар иностраних послова БиХ Златко Лагумџија посетио је Београд.
- 13.-14. септембра 2012. Председник владе Србије Ивица Дачић посетио је Сарајево.
- 27. децембра 2012. Министар спољних послова Републике Србије Иван Мркић посетио је Сарајево.

#### Односи Србије и Републике Српске
Република Србија има специјалне паралелне везе са Републиком Српском (једног од два ентитета Босне и Херцеговине).

#### Косово и Метохија
Босна и Херцеговина не признаје једнострано проглашење независности Косова.
Босна и Херцеговина је била уздржана поводом гласања за пријем Косова у УНЕСКО 2015.

### Економски односи
Босна и Херцеговина је један од најзначајнијих спољнотрговинских партнера Републике Србије.
- 2007. укупна трговинска размена је износила више од 1,5 милијарди долара, од тога је извоз Србије вредео 1,04 милијарде, а увоз 518 милиона УСД.
- Током 2012. укупна трговинска размена је износила више од 1,5 милијарди долара, од тога је извоз Србије био 1,07 милијарде, а извоз БиХ 457 милиона УСД.
- У 2018. трговинска размена је износила 2,207 милијарде долара. Извоз Србије је износио 1,523 милијарде долара, док је увоз из БиХ био 684 милиона УСД.
- 2019. размена је износила 2,194 милијарде долара (извоз Србије 1,513 милијарде долара, увоз из БиХ 681 милион УСД).
- Током 2020. укупна трговинска размена је износила 1,992 милијарде долара, од тога је извоз Србије био 1,383 милијарде, а извоз БиХ 609 милиона УСД.[3][4]

Р Србија је, са преко 2 милијарде евра улагања, један од највећих инвеститора у БиХ.

### Дипломатски представници

#### У Београду
- Аида Смајић, амбасадор, 2019. -
- Лазар Миркић, амбасадор, 2015. - 2019.
- Ранко Шкрбић, амбасадор, 2013. - 2015.
- Бориша Арнаут, амбасадор, 2010. - 2013.
- Амира Арифовић-Хармс, отправник послова, 2008. - 2010.
- Томислав Леко, амбасадор, 2003. - 2007.
- Жељко Комшић, амбасадор, 2001. - 2002.

#### У Сарајеву
- Александар Ђорђевић, амбасадор, 2018. -
- Станимир Вукићевић, амбасадор, 2014. - 2018.
- Нинослав Стојадиновић, амбасадор, 2011. - 2013.
- /    Грујица Спасовић, амбасадор, 2006. - 2011.
- /  Станимир Вукићевић, амбасадор, 2001. - 2006.
- Радослав Јанковић, отправник послова, - 2001.